# 熊澤茂則
熊澤 茂則（くまざわ しげのり、1963年1月 - ）は、日本の農芸化学者（食品分析化学・食品機能化学）。学位は、博士（農学）（名古屋大学・1995年）。静岡県立大学食品栄養科学部教授・大学院食品栄養環境科学研究院研究院長（第5代）・教授、薬食生命科学総合学府学府長（第6代）。新字体で熊沢 茂則（くまざわ しげのり）とも表記される。
三菱化成工業総合研究所研究員、三菱化成総合研究所研究員、三菱化学総合研究所副主任研究員、静岡県立大学食品栄養科学部助教授、静岡県立大学食品栄養科学部准教授、静岡県公立大学教職員組合委員長（第11代）などを歴任した。

## 来歴

### 生い立ち
1963年に生まれた。名古屋大学に入学し、農学部の食品工業化学科にて学んだ。1986年に名古屋大学を卒業し、同大学の大学院に進学した。大学院では農学研究科に在籍し、1988年に博士前期課程を修了した。なお、名古屋大学より、1995年1月10日に博士（農学）の学位を授与されている。

### 研究者として
大学院修了後、三菱化成工業に入社する。入社直後、同社は社名を三菱化成に改名している。同社の総合研究所に配属され、1994年9月まで研究員を務めた。同年10月、三菱化成と三菱油化の合併にともない三菱化学が発足すると、同社の総合研究所にて副主任研究員に就任する。1997年4月まで同社の総合研究所にて副主任研究員を務めていたが、同年5月より静岡県立大学に転じた。同大学では食品栄養科学部に所属し、助手を務めた。以降、食品栄養科学部にて講師、助教授、と昇任した。2007年4月、学校教育法改正にともない、職位が助教授から准教授となった。2010年10月、食品栄養科学部の教授に就任した。食品栄養科学部においては、食品生命科学科の講義を担当し、食品分析化学研究室を受け持った。また、その間、大学院の生活健康科学研究科の教員も兼務していた。2012年4月、同研究科が薬学研究科と統合され新たに2研究院1学府に再編されると、新設された食品栄養環境科学研究院の教授を引き続き兼務することとなった。大学院においては、薬食生命科学総合学府の食品栄養科学専攻の講義を担当した。2019年4月には、食品栄養環境科学研究院の研究院長に就任した。2021年4月には、薬食生命科学総合学府の学府長に就任した。
また、それ以外の兼任した役職として、科学技術振興機構にて、研究成果最適展開支援事業専門委員、研究シーズ探索プログラム外部評価委員、震災対応「RESQ」プログラム外部評価委員を務めるとともに、日本学術振興会にて、特別研究員等審査会専門委員や国際事業委員会書面審査員を務めた。

## 研究
専門は農芸化学であり、主として食品分析化学や食品機能化学といった分野を研究している。具体的には、植物や食品に含有されている成分の生理機能について、分析化学の視点からの研究に取り組んでいる。また、植物由来のポリフェノールについて、その機能性が発現するメカニズムの解析に取り組んでいる。植物ポリフェノールの機能解析については、その業績が評価され、日本食品科学工学会より日本食品科学工学会奨励賞が授与されている。
そのほか、緑茶由来のカテキンについての研究論文に対して、日本農芸化学会よりBBB論文賞が授与された。さらに、健康食品として利用されているプロポリスの研究を行い、ブラジル産プロポリスや沖縄産プロポリスの原料植物（起源植物）を解明することに成功した。沖縄産プロポリスの起源植物はトウダイグサ科のオオバギであったが、それまで有効利用されることがなかった植物であったことから、産業利用を目指した素材化に取り組み、この業績が評価され、沖縄協会から沖縄研究奨励賞が授与されている。2016年12月には、教員活動評価において業績が優秀と認められ静岡県立大学学長表彰を受けた。
学会活動としては、日本農芸化学会、日本食品科学工学会、日本分析化学会、日本フードファクター学会、日本栄養・食糧学会、日本化学会、日本質量分析学会、日本核磁気共鳴学会、アメリカ化学会などに所属している。日本フードファクター学会では評議員を務めた。

## 人物
姓の「熊澤」は旧字体の「澤」を用いて表記されるが、一部では新字体の「沢」で表記されることもある。

## 略歴
- 1963年 - 誕生。
- 1986年 - 名古屋大学農学部食品工業化学科卒業。
- 1988年 - 名古屋大学大学院農学研究科博士前期課程修了。
- 1988年 - 三菱化成工業総合研究所研究員。
- 1988年 - 三菱化成総合研究所研究員。
- 1994年 - 三菱化学総合研究所副主任研究員。
- 1997年 - 静岡県立大学食品栄養科学部助手。
- 2003年 - 静岡県立大学食品栄養科学部講師。
- 2004年 - 静岡県立大学食品栄養科学部助教授。
- 2007年 - 静岡県立大学食品栄養科学部准教授。
- 2010年 - 静岡県立大学食品栄養科学部教授。
- 2017年 - 静岡県公立大学教職員組合委員長。
- 2019年 - 静岡県立大学大学院食品栄養環境科学研究院長[6]。
- 2021年 - 静岡県立大学大学院薬食生命科学総合学府長[6]。

## 賞歴
- 2001年 - BBB論文賞。
- 2007年 - 日本食品科学工学会奨励賞。
- 2011年 - 沖縄研究奨励賞。
- 2016年 - 静岡県立大学学長表彰。

## 著作

### 共著
- 日本食品科学工学会新・食品分析法編集委員会編『新・食品分析法』2巻、光琳、2006年。ISBN 9784771296046
- 津志田藤二郎ほか編集委員『機能性食品の安全性ガイドブック』サイエンスフォーラム、2007年。ISBN 9784916164841
- 荒井綜一編集『機能性食品の事典』朝倉書店、2007年。ISBN 9784254430943
- 食品機能性の科学編集委員会編集『食品機能性の科学』産業技術サービスセンター、2008年。ISBN 9784915957482
- 津田孝範・須田郁夫・津志田藤二郎編著『アントシアニンの科学――生理機能・製品開発への新展開』建帛社、2009年。ISBN 9784767961422